# Physocephala picipes
Physocephala picipes är en tvåvingeart som beskrevs av Krober 1915. Physocephala picipes ingår i släktet Physocephala och familjen stekelflugor. Inga underarter finns listade i Catalogue of Life.